# Podbjel
Podbjel (szlovákul Podbiel) község Szlovákiában, a Zsolnai kerület Turdossini járásában.

## Fekvése
Alsókubintól 25 km-re északkeletre, Turdossintól 5 km-re délnyugatra, a Sztudená-patak Árvába ömlésénél fekszik.

## Nevének eredete
Nevét a felette emelkedő Biel-dombról kapta, melyen a középkorban vár és a monda szerint kolostor is állott.

## Története
Határában a hallstatti és a puhói kultúrához tartozó települések nyomait tárták fel.
A község azonban csak a 16. század közepén keletkezett a vlach jog alapján, 1564-ben „Podbella” néven említik először, mint az árvai uradalomhoz tartozó falut. 1567-ben „Podbyelany”, 1593-ban „Podbyel” alakban szerepel. 1624-ben mintegy 230 lakosa volt, akik állattartással foglalkoztak. 1778-ban 435-en lakták, köztük 2 nemesi család. A 18. században serfőzője és fűrésztelepe is volt.
A 18. század végén Vályi András így ír róla: „PODBIELA. Tót falu Árva Vármegyében, földes Ura a’ Kir. Kamara, lakosai katolikusok, fekszik Niznához nem meszsze, mellynek filiája, Árva, és Sztudena vizeknek öszve-folyásánál, mellynek határját gyakran elöntik, földgyei kősziklások, fekszik hozzá közel egy hegy Biela Szkala nevű, mellyen Vár forma omladékok szemléltetnek.”
1803-ban megnyitották vasércbányáját. 1828-ban 143 házában 942 lakos élt. 1831-ben a kolerajárvány 80 áldozatot követelt. Iskolaépülete 1833-ban épült. A bányához 1836-ban vaskohó is épült.
Fényes Elek 1851-ben kiadott geográfiai szótárában így ír a településről: „Podbiel, tót falu, Árva vgyében, az Árva bal partján: 936 kath., 1 evang., 5 zsidó lak. 51 5/8 sessio. Termékeny föld, sok sör- és pálinkafőzés. Bieli nevű halmán, egy régi várnak nyomait láthatni. F. u. az árvai urad. Ut. p. Rosenberg.”
A vaskohót 1864-ben bezárták. 1885-ben nagy tűzvész pusztított a településen, melyben 38 ház leégett. A század végén sok lakosa vándorolt ki a tengerentúlra. A trianoni diktátumig Árva vármegye Vári járásához tartozott.
A falu még a 20. században is őrizte munkásjellegét, erős volt itt a munkásmozgalom.

## Népessége
| Év:            | 1994. | 2004.   | 2014.   | 2024.   |
| -------------- | ----- | ------- | ------- | ------- |
| Emberek száma: | 1177  | 1258    | 1277    | 1338    |
| Eltérés:       |       | +6,88 % | +1,51 % | +4,77 % |

| Év:            | 2023. | 2024.   |
| -------------- | ----- | ------- |
| Emberek száma: | 1329  | 1338    |
| Eltérés:       |       | +0,67 % |

1910-ben 858, túlnyomórészt szlovák lakosa volt.
2001-ben 1218 lakosából 1212 szlovák volt.
2011-ben 1268 lakosából 1218 szlovák.

## Neves személyek
- Itt született 1857-ben Kraffszky József esperes, plébános, kisdednevelési író.

## Nevezetességei

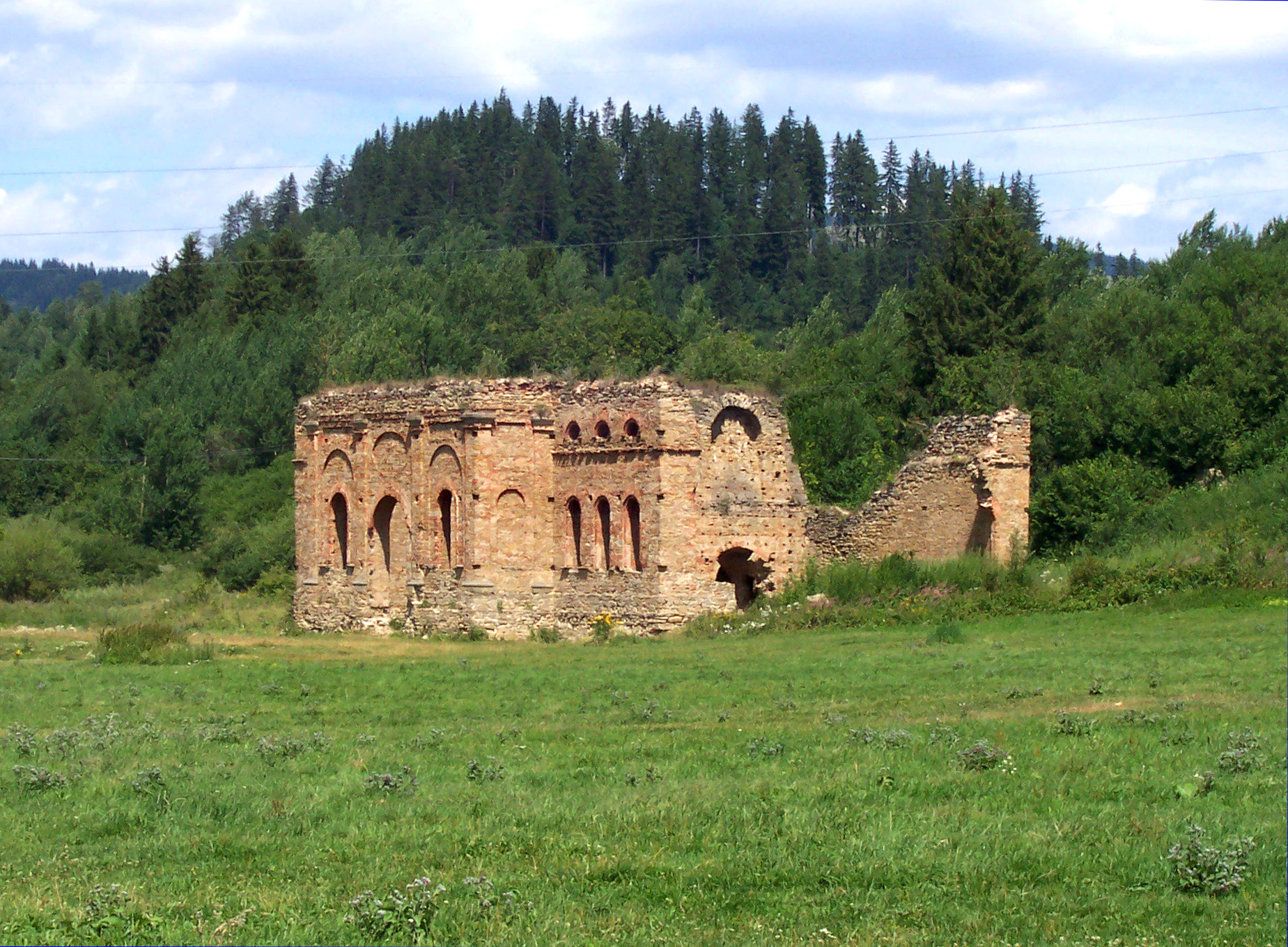
A podbjeli vaskohó romjai

- Mária Látogatásának szentelt római katolikus temploma 1781-ben épült, a 20. század elején megújították.
- Jellegzetes gerendaházai és vashámorainak maradványai láthatók.
- Az egykori vasolvasztó maradványai, az épületek 1836–1837-ben épültek.

## Külső hivatkozások
- Hivatalos oldal
- Községinfó
- Podbjel Szlovákia térképén
- Podbjel-Ferenc huta
- E-obce Archiválva 2023. október 31-i dátummal a Wayback Machine-ben